# Karl Richard Lepsius
Pour les articles homonymes, voir Lepsius.
Karl Richard Lepsius (né le 23 décembre 1810 à Naumbourg (Saale), en Saxe, et mort le 10 juillet 1884 à Berlin), souvent appelé Richard Lepsius, est un égyptologue, philologue et archéologue allemand.

## Famille
Karl Richard Lepsius est un fils de Carl Peter Lepsius (de) (1775-1853), administrateur (de) de l'arrondissement de Naumbourg, et de sa femme Friederike (1778-1819), fille du compositeur Carl Ludwig Traugott Glaeser (de). Il était le sixième de neuf enfants. Son grand-père Johann August Lepsius (1745-1801) avait été maire de Naumbourg.
Karl Richard Lepsius se marie, le 5 juillet 1846, avec Elisabeth Klein (1828-1899), une fille du compositeur Bernhard Klein. Le couple a six enfants, parmi lesquels Karl Georg Richard Lepsius (1851–1915), géologue et recteur de l'université de technologie de Darmstadt, Bernhard Lepsius (1854–1934), chimiste et directeur d'usine, Reinhold Lepsius (1857–1922), portraitiste et membre de l'académie des beaux-arts, et Johannes Lepsius (1858–1926) théologien protestant, orientaliste et humaniste.

## Biographie

### Formation
Né vingt ans jour pour jour après Champollion, Lepsius étudie les antiquités grecques et romaines à l'université de Leipzig (1829–1830), à l'université de Göttingen (1830-1832) et à l'université de Berlin (1832-1833). Il soutient une thèse de doctorat, intitulée « De tabulis Eugubinis » en 1833. Ensuite, il vient à Paris où il suit les cours de Jean-Antoine Letronne, un des premiers élèves de Jean-François Champollion. Il prend connaissance des écrits de Jean-François Champollion et s'initie au déchiffrement des hiéroglyphes. Après le décès de Champollion, Lepsius étudie de manière systématique sa « Grammaire égyptienne », publication posthume en 1836 mais pas encore largement acceptée.
En 1836, Lepsius se rend en Toscane pour rencontrer et suivre les cours de Ippolito Rosellini, qui avait dirigé une expédition conjointe en Égypte avec Champollion en 1828-1829. Dans une série de lettres à Rosellini, Lepsius développe l'explication de Champollion des hiéroglyphes, et affirme (contrairement à Champollion) que les voyelles ne sont pas écrites.
Toujours en 1836, il est secrétaire à l'Institut archéologique allemand de Rome. Il étudie les langues ombrienne et osque dont il présente les restes dans son livre Inscriptiones Umbricae et Oscae, en 1841. C'est en 1842 que paraît l'édition, par Lepsius, du livre des morts des Anciens Égyptiens, composé à partir d'un papyrus qu'il étudie à Turin. Le titre est de Lepsius lui-même.
En 1842, Lepsius est nommé professeur extraordinaire à l'université Friedrich-Wilhelm de Berlin.

### Expédition en Égypte
Cette même année 1842, Lepsius est chargé (sur recommandation d'Alexander von Humboldt et Christian Karl Josias von Bunsen) par le roi Frédéric-Guillaume IV de la direction d'une expédition en Égypte qui durera de 1842 à 1845. Il choisit ses collaborateurs avec soin : les frères Ernst et Max Weidenbach, dessinateurs, le deuxième a été formé par Lepsius expressément dans le relevé d'inscriptions hiéroglyphes ; puis Joseph Bonomi, l'architecte Georg Gustav Erbkam pour la saisie des données architecturales et topographiques et les peintres Friedrich Otto Georgi et Johann Jakob Frey, pour la création de vue d'ensemble.
L'expédition que conduit Lepsius commence par une étude du champ des pyramides de Gizeh. Lepsius reste de longs mois à Gizeh et découvre plus de cent trente tombes privées, dont il relève les bas-reliefs et emporte soixante-sept papyri. Il dresse une liste des pyramides. Il est connu que Lepsius a fêté au sommet de la pyramide de Khéops l'anniversaire du roi Frédéric-Guillaume IV, et qu'il a laissé une inscription hiéroglyphique à la gloire du souverain qui est encore visible.
Il se dirige ensuite vers Saqqarah. Il visite la pyramide à degrés et y démonte les linteaux et les montants d'une porte, où apparaît le nom du pharaon Netjerikhet (nom d'Horus de Djéser).
Dans le Fayoum, Lepsius découvre le labyrinthe, mentionné par Hérodote et Strabon, proche de la pyramide d'Amenemhat III à Hawara. Il remonte ensuite sur Thèbes et, marchant souvent sur les traces de Champollion et Rosellini, le jeune philologue allemand passe à Deir el-Bahari, où il récolte des pièces pour le futur Musée égyptien de Berlin.
À l'instar de Champollion, Lepsius explore le site de Médinet Habou et, outre les inscriptions qu'il recopie, il fait démonter les bas-reliefs qu'il transportera à Berlin.
Le savant allemand tombe sous le charme de Philæ : « La semaine que nous avons passée sur l’île sacrée fait partie des plus beaux souvenirs de notre voyage ». Le 6 novembre, il quitte Philæ pour l'Éthiopie, en passant par la Nubie et Abou Simbel. Il compte bien y trouver les traces d'une civilisation d'origine africaine, ancêtre de l'Égypte des Pharaons.
Il s'est fixé pour objectif de dépasser Ouadi Halfa, où Champollion avait placé ses colonnes d'Hercule.
À Djebel Barkal, il ramène au bateau la statue monumentale d'un bélier représentant Amon, protecteur d'Amenhotep III.
Lepsius a été le premier à relever la présence des talatates à Thèbes et s'intéresse aux tombes d'Amarna, en 1845.
Il continue vers les villes royales de Méroé, au nord de Khartoum dans le Soudan actuel et longe le Nil Blanc jusqu'au centre du Soudan. Au retour, il fait une nouvelle fois mesurer la vallée du Nil, et l'expédition se dirige vers la mer Rouge et le monastère Sainte-Catherine du Sinaï.

### Publication des découvertes
Les résultats de cette expédition ont été exceptionnels. D'une part, elle comporte des relevés topographiques, des copies épigraphiques, des décalques, des plans et des images de paysages. D'autre part et surtout, elle emporte des objets originaux de toutes sortes. Par une convention avec le vice-roi égyptien Méhémet Ali, l'expédition est en effet autorisée à emporter des objets originaux, et même à les démonter.
En 1846, un bâtiment amène en Prusse 294 caisses, avec 1 500 objets, bijoux, papyrus, des chambres funéraires complètes, des sarcophages, une colonne du temple de Philæ, un obélisque et le sphinx de Djebel Barkal. Grâce à ces apports, le musée royal de Berlin devient une des grandes collections d'antiquités égyptiennes. On peut les voir dans la section égyptienne du Neues Museum de Berlin.
Les témoignages de l'expédition ont été publiés sous le titre Denkmäler aus Ägypten und Äthiopien en douze volumes grand folio entre 1849 et 1859. Ces volumes comprennent 894 planches, et seront désormais une référence en la matière,. En fait, ces volumes ne comportent que les tables. Le texte qui devait les accompagner n'a jamais été publié. Le journal volumineux de Lepsius a été publié après sa mort par Ludwig Borchardt, Kurt Heinrich Sethe, Johann Heinrich Schäfer, Walter Wreszinski et Henri Édouard Naville. Lepsius a écrit des comptes-rendus de son expédition dans le journal Zeitschrift für Ägyptische Sprache und Altertumskunde , fondé par Heinrich Karl Brugsch en 1863, et dont Lepsius a pris la direction en 1864. Ce journal d'égyptologie continue d'exister.

### Autres contributions

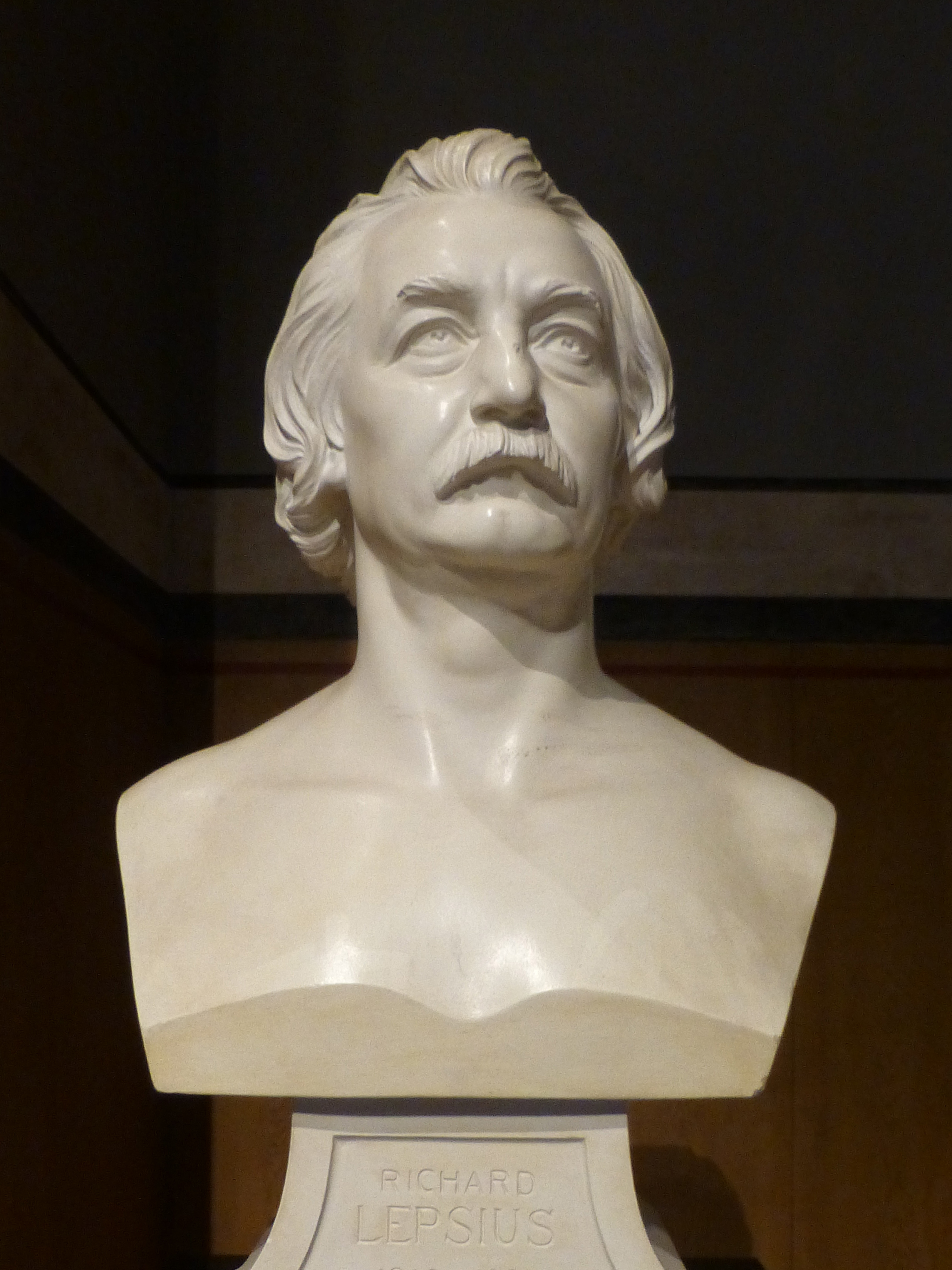
Buste de Richard Lepsius au Neues Museum (Berlin).

En 1846, Lepsius est nommé professeur titulaire (ordentlicher Professor) et codirecteur de l'Ägyptisches Museum en 1855 ; après la mort du directeur Giuseppe Passalacqua en 1865, il en devient directeur. En 1850, il devient membre de l'académie des sciences. Lepsius est président de Institut archéologique allemand de Rome de 1867 à 1880.
En 1855, il présente un système de transcription, l'alphabet standard de Lepsius, pour des langues et écrits étrangers (Standard alphabet for reducing unwritten languages and foreign graphic systems to a uniform orthography in European letters), et une version révisée en 1863 avec des indications pour 117 langues. Comme éditeur de revue, Lepsius charge le typographe Ferdinand Theinhardt (à la demande de l'académie des sciences de Berlin) de concevoir la première police d'imprimerie pour hiéroglyphes, appelée la police Theinhardt, encore en usage.
Au printemps 1866, Lepsius entreprend un deuxième voyage en Égypte, en vue notamment d'études géographiques dans le delta du Nil. Lors de ce voyage il découvre, dans les ruines de Tanis, le décret de Canope, une inscription trilingue, en hiéroglyphes, démotique et grec, édictée par l'assemblée des prêtres égyptiens réunis à Canope sous le règne du pharaon Ptolémée III Évergète.
Lepsius est présent en Égypte pour l'inauguration du canal de Suez, en automne 1869.
Lepsius est nommé directeur de la bibliothèque royale de Berlin en 1873. Il occupe ce poste jusqu'à sa mort.
Lepsius a été décoré de l'ordre bavarois « Bayerischer Maximilians-Orden für Wissenschaft und Kunst » en 1869 et l'ordre prussien « Pour le mérite des sciences et des arts ».
Lepsius est considéré comme le fondateur, dans l'espace germanophone, de l'étude scientifique des antiquités égyptiennes, et donc de l'égyptologie.

## Publications (sélection)
- Deux traités de linguistique comparée. 1) Classement et parenté des alphabets sémitique, indien, éthiopien, persique et égyptien anciens. 2) De l'origine et de la parenté des chiffres dans les langues indo-européenne, sémitique et copte [« Zwei sprachvergleichende Abhandlungen. 1. Über die Anordnung und Verwandtschaft des Semitischen, Indischen, Äthiopischen, Alt-Persischen und Alt-Ägyptischen Alphabets. 2. Über den Ursprung und die Verwandtschaft der Zahlwörter in der Indogermanischen, Semitischen und der Koptischen Sprache »], Berlin, 1836 ;
- Le Livre des Morts des Égyptiens d'après le papyrus de Turin [« Das Todtenbuch der Ägypter nach dem hieroglyphischen Papyrus in Turin »], Leipzig, G. Wigand, 1842 (réimpr. Une réimpression de l'original allemand a été réalisée en 1969) ;
- Monuments d'Égypte et d'Éthiopie d'après les dessins rapportés de l'expédition scientifique organisée dans les années 1842-1845 dans ces deux pays sur ordre de sa majesté, le roi de Prusse, Frédéric Guillaume IV [« Denkmäler aus Ägypten und Äthiopien nach den Zeichnungen der von Seiner Majestät dem Könige von Preußen, Friedrich Wilhelm IV, nach diesen Ländern gesendeten, und in den Jahren 1842–1845 ausgeführten wissenschaftlichen Expedition auf Befehl Seiner Majestät, 13 vol. »], Berlin, Nicolaische Buchhandlung, 1849 (réimpr. Réédition Genève : Éditions de Belles-Lettres, 1972) ;
- Chronologie de l’Égypte [« Die Chronologie der Aegypter »], Berlin, 1849 ;
- Sur les dieux primitifs égyptiens et leur origine historico-mythologique [« Über den ersten Ägyptischen Götterkreis und seine geschichtlich-mythologische Entstehung »], Berlin, Akad. Wiss., 1851 ;
- Quelques découvertes provenant des monuments égyptiens utiles pour la connaissance de l'histoire de la période ptolémaïque [« Über einige Ergebnisse der ägyptischen Denkmäler für die Kenntniß der Ptolemäergeschichte »], Berlin, Akademie der Wissenschaften, 1852 ;
- Lettres d'Égypte et de la presqu'île du Sinaï [« Briefe aus Äegypten, Äethiopien und der Halbinsel des Sinai »], Berlin, Wilhelm Hertz, 1852 ;
- Les dieux des quatre éléments chez les Égyptiens [« Über die Götter der vier Elemente bei den Ägyptern »], Druckerei der Königl, 1856 ;
- La XXIIe dynastie royale égyptienne et quelques remarques sur la XXVIe et d'autres dynasties du Nouvel Empire [« The XXII royal dynasty with some remarks on XXVIe and others dynasties of the New kingdom »], London, Trübner, 1858 ;
- La phonétique arabe et sa transcription, suivi de quelques développements sur la voyelle dure "i" dans les langues tartare, slave et roumaine [« Über die arabischen Sprachlaute und deren Umschrift nebst einigen Erläuterungen über den harten "i" vocal in den tartarischen, slavischen und der rumänischen Sprache »], Berlin, Akademie der Wissenschaften, 1861 ;
- La phonétique du chinois et du tibétain et la transcription de ces langues [« Über chinesische und tibetische Lautverhältnisse und über die Umschrift jener Sprachen »], Berlin, Akademie der Wissenschaften, 1861.
- Standard alphabet for reducing unwritten languages and foreign graphic systems to a uniform orthography in European letters, 2e  éd., Londres, Williams & Norgate, 1863. Rééd. avec une introduction, une bibliographie et des index par Alan J. Kemp, Amsterdam, J. Benjamins , 1981, VI-336 p.